# アメリカン・パイ (曲)
「アメリカン・パイ」 (American Pie) は、アメリカ合衆国のシンガーソングライターであるドン・マクリーンが1971年にリリースしたシングル。作詞、作曲は、ドン・マクリーン自身。

## 解説
ビルボード（Billboard）誌では、1972年1月15日より4週間ランキング第1位を獲得。ビルボード誌1972年年間ランキングでは第3位。
演奏時間が8分36秒だったため、シングルはA面とB面に分けられて発売された。多くのラジオ局は、両面をオンエアーした。
歌詞には謎めいた表現が多く様々な解釈が生まれている。たとえば歌詞中の「February made me shiver」とは、1959年2月3日未明にミュージシャンのリッチー・ヴァレンス（Ritchie Valens）、バディ・ホリー（Buddy Holly）、ザ・ビッグ・ボッパー（The Big Bopper）の乗ったミネソタ州ムーアヘッド行きのチャーター機が、アイオワ州で墜落したことを指すとされる。曲中でこの日のことを「音楽が死んだ日（The Day the Music Died）」と繰り返しており、これがそのままこの飛行機事故の日を指す語として定着するようになった。

## マドンナのカバー・バージョン
2000年3月にアメリカの歌手マドンナがカバーし、彼女主演の映画『2番目に幸せなこと』のサウンドトラックに収録された。マドンナのバージョンは、オリジナルよりも短縮され、ポップ・ダンスソングにアレンジされている。マクリーンは、彼女のバージョンについて「神秘的で官能的で、女神からの贈り物のようだ」と評した。ただし、このバージョンはサウンドトラック以外ではアルバム『ミュージック』の北米盤以外でのボーナス・トラックとして収録されたのみで、その後のマドンナのベスト・アルバムには収録されていない。
マドンナ自身とウィリアム・オービットがプロデュースしたこのカバー・バージョンは、世界的なヒットとなり、イギリス・カナダ・オーストラリア・イタリア・ドイツ・スイス・オーストリア・フィンランドのチャートで1位を記録した。しかし、アメリカではシングルとしてはリリースされず、エアプレイのみで全米シングルチャートで29位を記録した。
リミックスは前作『ビューティフル・ストレンジャー』同様、DJのヴィクター・カルデロンによるもの。

### デジタルシングル
| #  | タイトル                                                                                     | 作詞 | 作曲・編曲 | 時間  |
| -- | -------------------------------------------------------------------------------------------- | ---- | ---------- | ----- |
| 1. | 「アメリカン・パイ」                                                                         |      |            | 4:34  |
| 2. | 「アメリカン・パイ（リチャード・ハンプティ・ヴィジョン・ラジオ・ミックス）」                 |      |            | 4:29  |
| 3. | 「アメリカン・パイ（ビクター・カルデロン・ヴォーカル・クラブ・ミックス）」                   |      |            | 9:07  |
| 4. | 「アメリカン・パイ（リチャード・ハンプティ・ヴィジョン・ヴィジッツ・マドンナ）」             |      |            | 5:43  |
| 5. | 「アメリカン・パイ（ビクター・カルデロン・エクステンデッド・ヴォーカル・クラブ・ミックス）」 |      |            | 10:36 |
| 6. | 「アメリカン・パイ（ビクター・カルデロン・ヴォーカル・ダブ・ミックス）」                     |      |            | 6:15  |
| 7. | 「アメリカン・パイ（ビクター・カルデロン・フィルター・ダブ・ミックス）」                     |      |            | 6:06  |

## パロディ
アル・ヤンコビックはこの曲を元にして、『スター・ウォーズ_エピソード1/ファントム・メナス』に題をとったパロディ曲『The Saga Begins』を作成した。